# HOV-net Zuid-Holland Noord
Het HOV-net Zuid-Holland Noord is een project van de provincie Zuid-Holland, dat de aanleg van hoogwaardig openbaar vervoer omvat in het noorden van de provincie Zuid-Holland, rond Gouda, Alphen aan den Rijn, Leiden en Katwijk/Noordwijk. Dit HOV-net zal onderdeel worden van R-net. Het project is ontwikkeld als vervanger voor het RijnGouwelijn-project, en werd in mei 2012 gepresenteerd. In tegenstelling tot het RijnGouwelijn-project, dat een railproject was, omvat het HOV-net Zuid-Holland Noord ook openbaar vervoer over de weg. De voorloper van het HOV-net Zuid-Holland Noord is de voormalige Qliner-net.

## Geschiedenis

### Voorgeschiedenis: de RijnGouwelijn

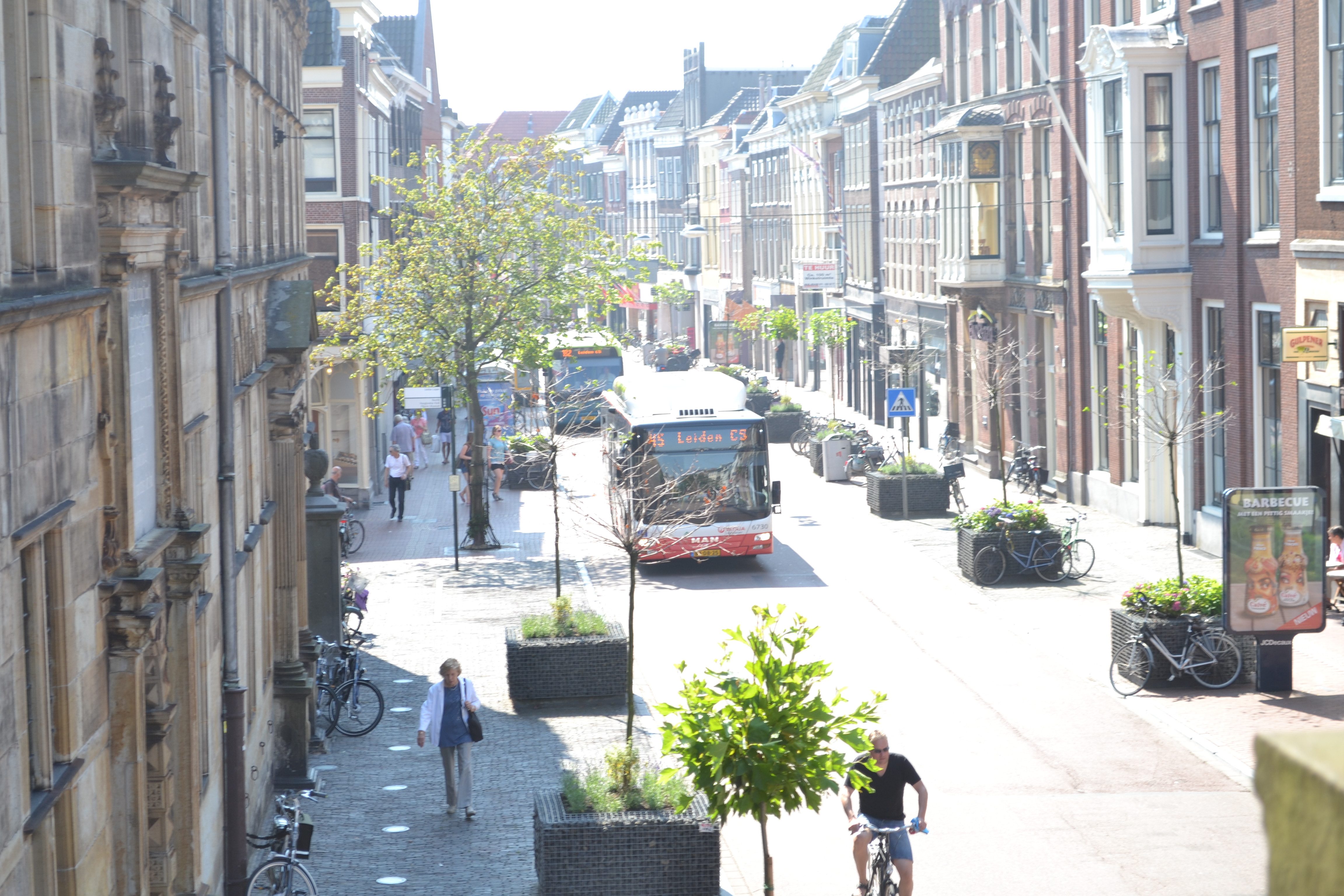
Bussen op de Leidse Breestraat.

In de jaren 60, 70 en 80 werden vaak plannen geopperd om de tram terug te laten keren op de vroegere trajecten van de Blauwe en Gele Tram. In de jaren 80 ontstonden de eerste ideeën voor de RijnGouwelijn. Aanvankelijk dacht men aan een klein tramnetwerk in de agglomeratie Leiden, als oplossing voor de bussencongestie op de Breestraat. Daar de spoorlijn Gouda - Alphen aan den Rijn bedreigd werd met opheffing, ontstond het plan, deze geschikt te maken voor de trams van de RGL, en een doorgaande tramverbinding van Gouda naar de kust in het leven te roepen. Deze lijn had dan deel uit moeten maken van een veel groter opgezet lightrailnetwerk, en zijtakken moeten krijgen naar Leiderdorp, de Alphense wijk Ridderveld en Schiphol. Ook is vaak voorgesteld, de RGL te koppelen aan RandstadRail, bijvoorbeeld door het aanleggen van het traject Leiden - Zoetermeer en / of Leiden - Leidschendam-Voorburg via Voorschoten. Deze ideeën zijn nooit verder uitgewerkt en werden op de lange baan geschoven.
Vanaf de jaren 90 omvatte de plannen voor de RGL een tramlijn tussen Gouda en Katwijk/Noordwijk. Het traject tussen Gouda en Leiden-west (A44) stond bekend als RGL-oost, het traject tussen Leiden-west en Katwijk/Noordwijk stond bekend als RGL-west.

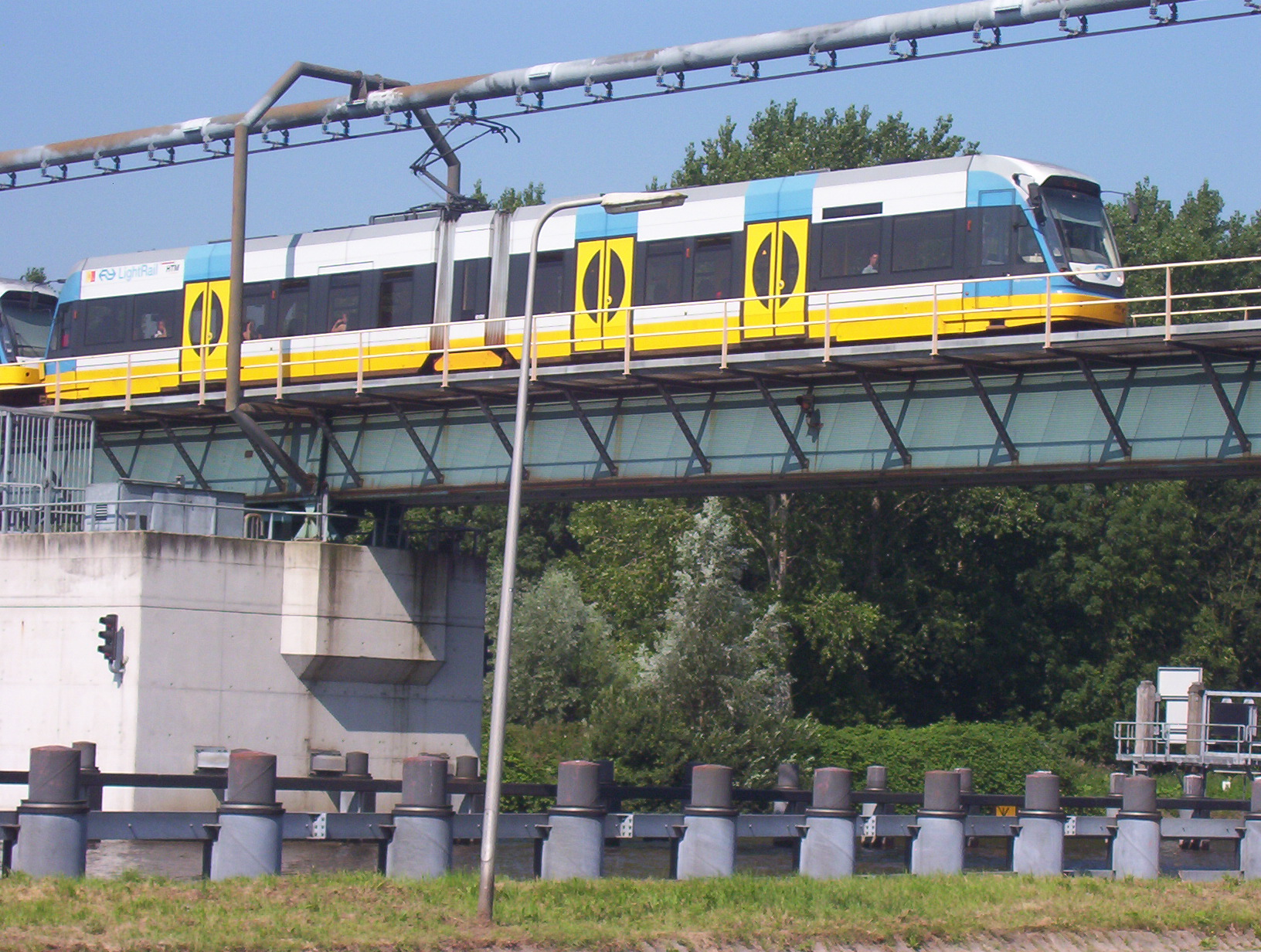
Tussen 2003 en 2009 werd er tussen Alphen aan den Rijn en Gouda al gereden met lightrail-trams, toen gepland als vooruitloper van de RijnGouwelijn. Hier op de draaibrug over de Gouwe bij Gouda.

Tegen het RGL-plan kwam in Leiden al snel verzet. Een deel van het verzet kwam van groeperingen die in de tram vooral een gevaar zagen voor fietsers en voetgangers. Verder was er kritiek op de hoge aanlegkosten van het project: in de jaren 90 werd het begroot voor 450 miljoen gulden; in 2007 was het bedrag gestegen tot 470 miljoen euro. Ook vreesde men ingrijpende bezuinigingen op het stads- en streekbusnet. Verder heerste er twijfel aan de effectiviteit van de RGL. De critici waren voorstander van uitbreiding van het treinverkeer op de spoorlijn Leiden - Utrecht en investeringen in vrije busbanen op het traject Leiden - Katwijk / Noordwijk.
In april 2011 opperde minister Melanie Schultz van Haegen van Infrastructuur en Milieu de RGL-West uit te voeren als busbaan met de mogelijkheid van een latere 'vertramming'. Op 21 april 2011 is in het hoofdlijnenakkoord van het nieuwe college van Gedeputeerde Staten van Zuid-Holland, bestaande uit vertegenwoordigers van VVD, D66, SP en CDA, de suggestie van Schultz van Haegen overgenomen. Bovendien heeft het college besloten, het oostelijk deel, Gouda - Leiden Centraal, op bestaand spoor te realiseren. Daarmee was het idee van een tramtracé door de binnenstad van Leiden van de baan.
In mei 2012 werd bekend dat de RijnGouwelijn definitief van de baan was. In plaats hiervan is het HOV-net Zuid-Holland Noord ontwikkeld.

### Huidige opzet
Het HOV-net Zuid-Holland Noord is bedoeld om het openbaar vervoernetwerk te verbeteren, door bestaande verbindingen flink te verbeteren. Op de treindienst Alphen aan den Rijn - Gouda en alle busverbindingen gaan voertuigen rijden met de huisstijl R-net. Het bestaat uit de volgende assen:

#### Trein
- Leiden - Alphen aan den Rijn - Utrecht & Alphen aan den Rijn - Gouda

#### Bus
- Noordwijk - Voorhout - Sassenheim - Bollenstreek - Schiphol
- Leiden Centraal - Katwijk - Noordwijk
- Leiden Centraal - Leiderdorp
- Leiden Centraal - Leiden Lammenschans
- Leiden Lammenschans - Zoetermeer
- Alphen aan den Rijn - Leimuiden - Schiphol

#### Eerdere opzetten
Naast de huidige opzet waren eerder andere opzetten bestudeerd:
- De opzet "HOV-busnet" omvatte een HOV-busnet in de regio, boven op de bestaande treindiensten. Wel zouden tussen Alphen aan den Rijn en Gouda twee nieuwe stations geopend worden: Boskoop Snijdelwijk en Waddinxveen Triangel.
- De opzet "HOV-busnet met beperkt doorgaande treindienst" omvatte boven op de opzet "HOV-busnet" twee sprinters per uur tussen Alphen aan den Rijn en Leiden. In de daluren zou deze gereden worden door de NS, in de spits zou deze gekoppeld zijn aan de light train Gouda - Alphen aan den Rijn.
- De opzet "HOV-busnet met maximaal doorgaande treindienst" was een variatie op de opzet "HOV-busnet met beperkt doorgaande treindienst". Zij omvatte echter twee doorgaande treinen per uur tussen Leiden en Gouda in de daluren, en vier treinen per uur tussen Alphen en Gouda in de spits.

### Trein

#### Utrecht - Alphen aan den Rijn - Leiden

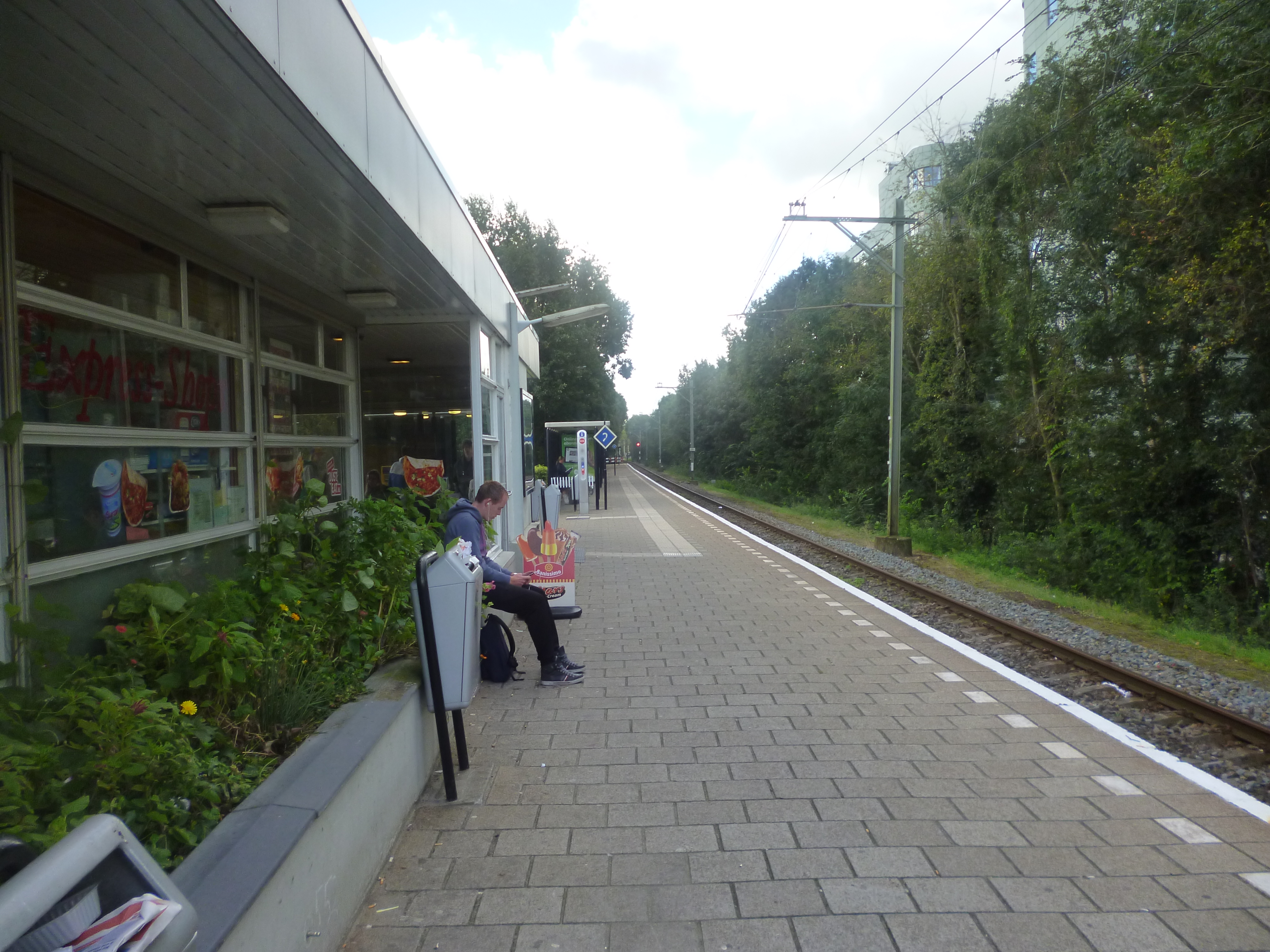
Vanaf 2020 stoppen op station Leiden Lammenschans ook tussen de spitsuren vier treinen per uur per richting.

Op de spoorlijn Utrecht - Alphen aan den Rijn - Leiden gaan vanaf 2018 vier treinen per uur rijden. De twee intercity's worden aangevuld met twee sprinters. Hiervoor zal het spoor verdubbeld worden aan beide kanten van Alphen aan den Rijn en ten oosten van Bodegraven. Door de komst van de sprinter kunnen nieuwe stations geopend worden. Daarom krijgt Hazerswoude-Rijndijk in de toekomst weer een station. Ook Zoeterwoude-Rijndijk zal een station krijgen om de kantorenwijk Meerburg te bedienen en een P+R-locatie te openen voor de nabijgelegen autosnelweg A4.

#### Gouda - Alphen aan den Rijn
Op de spoorlijn Gouda - Alphen aan den Rijn is de exploitatie sinds 11 december 2016 overgegaan naar een combinatie van NS en de NS-dochteronderneming Abellio Rail NRW. Voor de lijn zijn er nieuwe treinen van het type Stadler FLIRT 3 gekomen. Zij stoppen ook op de nieuwe stations Waddinxveen Traingel (sinds 12 februari 2018) en Boskoop Snijdelwijk (sinds 10 december 2017). Deze waren al gepland als onderdeel van de RijnGouwelijn. 
De frequentie is als volgt:
| Maandag t/m vrijdag 5:00 - 6:00 | Maandag t/m vrijdag 6:00 - 19:00 | Maandag t/m vrijdag 19:00 - 2:00 | Zaterdag 6:00 - 2:00 | Zondag 7:00 - 2:00 |
| ------------------------------- | -------------------------------- | -------------------------------- | -------------------- | ------------------ |
| 2x/uur                          | 4/uur                            | 2x/uur                           | 2x/uur               | 2x/uur             |

### Bus

#### Noordwijk - Voorhout - Sassenheim - Bollenstreek - Schiphol
Op de relatie Noordwijk - Schiphol gaan 6 bussen per uur rijden, grotendeels over bestaande infrastructuur. Op enkele plaatsen, zoals tussen Noordwijk en Voorhout, worden busstroken aangelegd. De bestaande snelBuzz 361 (Noordwijk, Boekerslootlaan - Schiphol, Airport/Plaza) zal voorlopig nog als halfuurdienst rijden.
De opening is voorzien voor 2029.

#### Leiden Centraal - Katwijk/Noordwijk
Op de relatie Leiden - Katwijk/Noordwijk rijden maximaal 12 bussen per uur, waarvan er 6 doorrijden naar Katwijk Boulevard-Zuid en er 6 doorrijden naar Noordwijk ESA ESTEC. Volgens gedeputeerde Ingrid de Bondt van de provincie Zuid-Holland hebben deze bussen een dekkingsgraad van meer dan 100%. De bussen van deze relatie bedienen, naast Katwijk en Noordwijk, de nieuwbouw op het terrein van de voormalige Vliegbasis Valkenburg en het Bio Science Park in Leiden.
In het Bio Science Park en in Valkenburg zijn busstroken aangelegd. Op de rest van de route zijn doorstroom bevorderende maatregelen genomen. De ingebruikname van deze HOV-verbinding was op 9 mei 2021.

#### Leiden Centraal - Leiderdorp
Op de relatie Leiden Centraal - Leiderdorp worden de huidige verbindingen, via de Willem de Zwijgerlaan, op HOV-kwaliteit gebracht. In de exploitatie worden de huidige busverbindingen tussen Leiderdorp en Leiden gebundeld over de HOV-as, zodat op deze een frequentie van 6 bussen per uur geldt. Bestaande lijnen worden hiertoe aangepast, waarbij wel elke wijk in Leiderdorp zo veel mogelijk voorzien blijft van ontsluitend openbaar vervoer. Qliner 366 werd op 10 december 2017 vernummerd in buslijn 410 als onderdeel R-net.

#### Leiden Centraal - Leiden Lammenschans
Tot en met 2022 werd de Breestraat in het centrum van Leiden gebruikt door circa 30 bussen per uur per richting, hetgeen leidde tot overlast. Volgens de plannen van het HOV-net Zuid-Holland Noord maken in de toekomst uitsluitend de bussen naar Katwijk en Noordwijk gebruik van de Breestraat. In totaal betekent dit dat 12 bussen per uur per richting, die door het centrale deel van de binnenstad rijden. De overige buslijnen worden via de Hooigracht en de Lange Gracht om de binnenstad heen geleid. Ondanks het feit dat deze route langer is, zal dit naar verwachting niet leiden tot een langere reistijd.

#### Leiden Lammenschans - Zoetermeer
De voormalige snelbus 206 werd per 9 december 2012 vervangen door Qliner 365. Op de relatie Leiden - Zoetermeer is de bestaande snelbus over de N206 verder verbeterd. Voortaan wordt naast Zoeterwoude-Dorp ook de kern Stompwijk ontsloten.
Op 14 december 2014 is op de verbinding Leiden - Zoetermeer onderdeel gaan uitmaken van R-net. Lijn 365 is geknipt in Leiden, het deel tussen Leiden en Zoetermeer kreeg lijnnummer 400. De enkele bussen van lijn 365 die nog door Zoeterwoude-Dorp reden zijn buiten het dorp om gaan rijden.

#### Alphen aan den Rijn - Schiphol

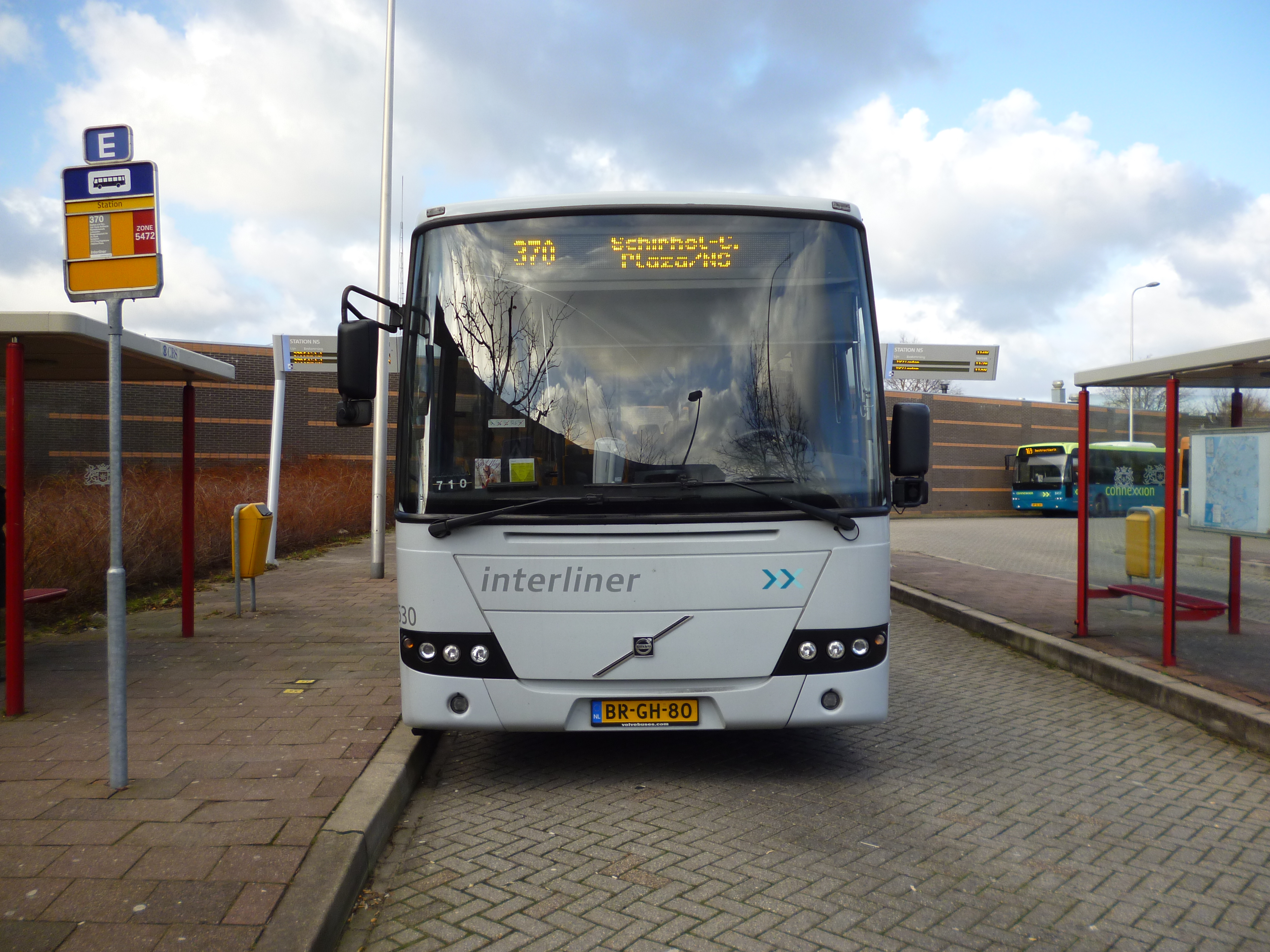
Een bus van lijn 370 op station Alphen aan den Rijn in de Connexxion tijd.

De huidige R-net-lijn 470. Op deze relatie wordt de dalfrequentie doordeweeks verhoogd van 4 naar 6 bussen per uur. Al eerder was besloten tot de aanleg van busstroken op de N207 tussen Alphen aan den Rijn en Leimuiden, vanwege een hoge verkeersdruk, met name in de spits. De kosten van deze busstroken vallen niet onder de totale kosten van het HOV-net Zuid-Holland Noord. Voor 10 december 2017 was deze lijn een Qliner met lijnnummer 370.

### Overige projecten
Alle haltes die aangedaan worden door lijnen die deel uitmaken van het HOV-net zullen worden verbouwd tot R-net bushalte. Deze bushaltes bieden meer comfort dan normale bushaltes.
In eerdere fases was ook voorzien in een HOV-buslijn tussen Alphen aan den Rijn en Leiden, maar deze is geschrapt vanwege de opening van meer stations op de spoorlijn Alphen aan den Rijn - Leiden.

## Kosten
De kosten van de huidige opzet bedragen 483 miljoen euro (prijspeil 2012).